# Bucha, Saale-Holzland
Bucha là một đô thị thuộc huyện Saale-Holzland, trong bang Thüringen, Đức. Đô thị Bucha, Saale-Holzland có diện tích 21 km².